# Awake (Dream-Theater-Album)
Awake (englisch für „Wach“) ist das dritte Studioalbum der US-amerikanischen Progressive-Metal-Band Dream Theater. Es erschien am 30. September 1994. Das Album wurde vom Magazin Rock Hard im Jahr 2007 auf Platz 390 der „stärksten Rock- und Metalscheiben“ gesetzt. Nur die beiden Vorgänger-Dream-Theater-Alben konnten sich in dieser Liste besser platzieren. Awake ist bis heute das einzige Album der Band, das nicht an der US-amerikanischen Ostküste aufgenommen wurde. Kevin Moore verließ die Band nachdem er seine Beiträge eingespielt hatte.

## Musikstil
Awake ist wesentlich härter als die Vorgängeralben When Dream and Day Unite und Images and Words. Das Album klingt zudem düsterer als seine Vorgänger. Die Songstrukturen sind sehr komplex. Insbesondere die drei Teile von „A Mind Beside Itself“ zeigen die unterschiedlichen Einflüsse der Band. Teil 1 ist ein instrumentales Stück, welches in Richtung Ambient geht, aber auch Heavy-Metal-Passagen enthält. Teil 2 ist wieder härter, während Teil 3 eher in die gemäßigte Rock-Richtung geht.

## Moores Ausstieg
Nachdem Dream Theater das Album aufgenommen hatte, erklärte Kevin Moore, dass er die Band verlassen wolle, was nach Aussagen von Gitarrist John Petrucci unerwartet war. Aus diesem Grund war Moore natürlich ausgeschlossen von den weiteren Prozessen zum Vollenden des Albums (wie zum Beispiel dem Mixen) und er war dementsprechend auch nicht in den beiden Musikvideos von Awake zu sehen.
Wegen Moores Ausstieg spielte die Band das Lied „Space-Dye Vest“ bis zum 15. Januar 2014 niemals live. Mike Portnoy sagte, dass Dream Theater das Lied nie ohne Kevin Moore spielen wird, da es als sein Abschiedslied gilt. Es ist das letzte Lied, welches von Moore geschrieben wurde. Portnoy sagte auch, dass Dream Theater das Lied sogar vom Album genommen hätten, wenn sie gewusst hätten, dass Moore die Band verlässt. Jedoch wurde es am 15. Januar 2014 das erste Mal live in Portugal gespielt. Moore hat viele Angebote von Dream Theater bekommen, noch einmal einen Auftritt mit der Band zu spielen, doch hat bisher jedes Angebot abgelehnt.

## Titelliste
1. 6:00 (Dream Theater/Kevin Moore) – 5:31
2. Caught in a Web (Dream Theater/John Petrucci, James LaBrie) – 5:28
3. Innocence Faded (Dream Theater/John Petrucci) – 5:43
4. A Mind Beside Itself: I. Erotomania (Dream Theater) – 6:45 (Instrumental)
5. A Mind Beside Itself: II. Voices (Dream Theater/John Petrucci) – 9:53
6. A Mind Beside Itself: III. The Silent Man (John Petrucci) – 3:48
7. The Mirror (Dream Theater/Mike Portnoy) – 6:45
8. Lie – 6:34 (Dream Theater/Kevin Moore)
9. Lifting Shadows Off a Dream (Dream Theater/John Myung) – 6:05
10. Scarred (Dream Theater/John Petrucci) – 11:00
11. Space-Dye Vest (Kevin Moore) – 7:29

## Japan Special Edition
1. Eve (Bonus 3"CD)

## „A Mind Beside Itself“
Die Lieder 4–6 ergeben zusammen die Serie „A Mind Beside Itself“. Im CD-Booklet zu Awake stehen die drei Songs als solche Serie, auf dem CD-Rücken sind die Songs jedoch individuell aufgelistet, ohne dass der Titel „A Mind Beside Itself“ erwähnt wird. Jeder dieser drei Songs ist aber auch im Booklet als eigener Song aufgeschrieben und bei Konzerten werden die Lieder einzeln gespielt. Bei dem Livekonzert Live Scenes from New York wurden alle drei Lieder als „A Mind Beside Itself“ zusammen gespielt. Betitelt sind sie dort als „A Mind Beside Itself Part I“, „II“ und „III“.

## Demoversion
Bei der Demoversion, die in den Linernotes der Veröffentlichung von Ytsejam Records (und später durch InsideOut) erwähnt wurde, haben die Lieder andere Namen:
- 6:00 hieß Beachhouse Reality
- Caught in a Web hieß Squid
- Innocence Faded hieß Fresca
- The Mirror hieß Puppies on Acid (die Originalversion wurde auch live gespielt und auf der VHS Live in Tokyo und dem Livealbum Once in a Livetime veröffentlicht)
- Lie hieß Kittens on Crack
- Lifting Shadows Off a Dream hieß Blowfish
- Scarred hieß The Keymaster

## Chartplatzierungen
| ChartsChartplatzierungen       | Höchstplatzierung | Wochen |
| ------------------------------ | ----------------- | ------ |
| Deutschland (GfK)              | 15 (9 Wo.)        | 9      |
| Schweiz (IFPI)                 | 12 (8 Wo.)        | 8      |
| Vereinigte Staaten (Billboard) | 32 (6 Wo.)        | 6      |
| Vereinigtes Königreich (OCC)   | 65 (1 Wo.)        | 1      |